# Vitalijus Gailius
Vitalijus Gailius (ur. 31 lipca 1969 w rejonie radziwiliskim) – litewski prawnik, policjant i urzędnik państwowy, w latach 2010–2012 dyrektor Służby ds. Badań Przestępstw Finansowych (FNTT), poseł na Sejm Republiki Litewskiej.

## Życiorys
W 1994 ukończył Litewską Akademię Policyjną, a w 2006 został absolwentem prawa na Uniwersytecie Michała Römera.
W latach 90. był funkcjonariuszem policji w rejonie janiskim, następnie do 2007 pracował w policji kryminalnej w Poniewieżu, pełniąc m.in. funkcję zastępcy komisarza. Od 2007 do 2010 zajmował kierownicze stanowisko w Biurze Policji Kryminalnej Litwy (Lietuvos kriminalinės policijos biuras). W lipcu 2010 przeszedł do Służby ds. Badań Przestępstw Finansowych (Finansinių nusikaltimų tyrimo tarnyba) na stanowisko dyrektora, a w październiku 2011 otrzymał nominację generalską. W lutym 2012 minister spraw wewnętrznych Raimundas Palaitis ze Związku Liberałów i Centrum odwołał go wraz z zastępcą ze stanowiska w związku z prowadzonym postępowaniem dotyczącym rozpowszechniania poufnych informacji dotyczących upadłego banku Snoras. Decyzji tej nie poparł premier Andrius Kubilius, stała się ona podstawą kryzysu w koalicji rządowej zakończonego dymisją Raimundasa Palaitisa.
Vitalujus Gailius wkrótce po odwołaniu został zatrudniony w przedsiębiorstwie stoczniowym. Zdecydował się także na start w wyborach parlamentarnych w 2012 z ramienia Ruchu Liberalnego Republiki Litewskiej. W drugiej turze został wybrany do Sejmu w okręgu jednomandatowym Pokroje-Janiszki. W 2016 z powodzeniem ubiegał się o poselską reelekcję.
W 2019 został natomiast wybrany na urząd mera rejonu janiskiego (reelekcja w 2023). W 2024 ponownie uzyskał mandat posła na Sejm. Zdecydował się na jego objęcie, rezygnując w listopadzie tegoż roku ze stanowiska mera.